# Gish (musikalbum)
Denna artikel handlar om albumet Gish.  Det finns också flera personer med efternamnet Gish — se Annabeth Gish, Lillian Gish, Dorothy Gish, och Duane Gish.
Gish är debutalbumet av det amerikanska rockbandet The Smashing Pumpkins, utgivet den 28 maj 1991 på Caroline Records. Det producerades av frontfiguren Billy Corgan tillsammans med producenten och Garbage-trummisen Butch Vig. Corgan har beskrivit Gish som ett "väldigt andligt album" ("very spiritual album"), vars titel kommer från skådespelerskan Lillian Gish.
Albumet nådde endast plats 195 på topplistan Billboard 200, men har ändå lyckats sälja platina enligt RIAA-certifiering, vilket motsvarar 1 000 000 sålda skivor.

## Produktion
Albumet spelades in i Smart Studios i Madison, Wisconsin mellan december 1990 och mars 1991 och producerades av bandets sångare Billy Corgan tillsammans med Butch Vig. Corgan spelade ofta samtliga instrument utom trummorna, vilket skapade obalans inom bandet.
Gish spelades in under den mycket populära grungeeran i USA, vilket påverkade albumets musikstil till viss grad, men albumet är ändå av de allra flesta klassat som alternativ rock. Det finns även inslag av både psykedelisk rock, drömpop och klassisk hårdrock. Låtarna på Gish lägger stor vikt vid gitarrsolon. De klingande ljuden som hörs på vissa låtar, bland annat på "Daydream" vid 01:21 och "Crush" vid 0:33 av låten sägs vara Billy Corgans halsband som slår mot gitarren. Producenten Butch Vig uppmärksammade detta men de lät det vara då det skapade något av en "mystisk" känsla.
Låten "Suffer" har senare samplats i låten "Pumpkin" från den brittiska triphop-musikern Trickys debutalbum Maxinquaye (1995). Låtarna "Suffer" och "Snail" har på sekunden samma längd, 5:11. Det är oklart om detta skedde medvetet under inspelningen eller om det bara var en slump. Billy Corgans favoritgitarr, en Fender Stratocaster av 1974 års modell, blev efter inspelningen av Gish stulen på en klubb.
En gömd låt vid namn "I'm Going Crazy" som inte står med på låtlistan börjar ungefär 15 sekunder efter sista låten "Daydream" är slut.

## Låtlista
Alla låtar skrivna av Billy Corgan om ej annat anges.
1. "I Am One" (Billy Corgan/James Iha) – 4:07
2. "Siva" – 4:20
3. "Rhinoceros" – 6:32
4. "Bury Me" – 4:48
5. "Crush" – 3:35
6. "Suffer" – 5:11
7. "Snail" – 5:11
8. "Tristessa" – 3:33
9. "Window Paine" – 5:51
10. "Daydream" / "I'm Going Crazy" (dolt spår) – 3:08

## Singlar från albumet
- "Siva" släpptes som 12-tumsvinyl och CD i en begränsad upplaga tillsammans med Window Paine. Vinylen är tryckt i 5000 exemplar, cd-skivan är endast släppt i Australien.
- "Rhinoceros" släpptes på EP:n Lull.
- "I Am One" återutgavs som singel på CD med B-sidorna Plume och Starla (även dessa B-sidor återutgavs senare på Pisces Iscariot).
- "Tristessa" gavs ut som singel på både 12" och 7" vinyl innan albumet spelades in.

## Medverkande
The Smashing Pumpkins
- Billy Corgan – sång, gitarr, elbas, producent
- James Iha – gitarr, sång
- D'arcy Wretzky – elbas, sång, leadsång på "Daydream", layout
- Jimmy Chamberlin – trummor

Ytterligare musiker
- Mary Gaines – cello på "Daydream"
- Chris Wagner – fiol och altfiol på "Daydream"

Produktion
- Bob Knapp – fotografi
- Michael Lavine – fotografi
- Butch Vig – producent, ljudmix
- Doug "Mr. Colson" Olson – ljudtekniker
- Howie Weinberg – mastering (1991 och 1994)
- Bob Ludwig – mastering (2011)

Medverkande är hämtade ur albumhäftet till Gish.

## Listplaceringar
| Lista (1991)                         | Högsta position |
| ------------------------------------ | --------------- |
| USA Billboard 200                    | 195             |
| USA Billboard Heatseekers Albums     | 6               |
| Lista (1994)                         | Högsta position |
| New Zealand RIANZ Top 40             | 40              |
| Lista (2011)                         | Högsta position |
| USA Billboard Top Pop Catalog Albums | 20              |

| År                                                  | Singel       | Högsta position | Högsta position |
| År                                                  | Singel       | US Mod          | UK              |
| --------------------------------------------------- | ------------ | --------------- | --------------- |
| 1991                                                | "Rhinoceros" | 27              | —               |
| 1992                                                | "I Am One"   | —               | 73              |
| "—" betecknar en singel som inte gick in på listan. |              |                 |                 |

| Land                          | Certifikat | Sålda ex.  |
| ----------------------------- | ---------- | ---------- |
| Storbritannien                | Platina    | 1 000 000^ |
| USA                           | Silver     | 60 000^    |
| ^enbart baserat på certifikat |            |            |